# Janowice (Czechy)
Janowice (cz. Janovice, niem. Janowitz) – wieś gminna i gmina w Czechach, w kraju morawsko-śląskim, w powiecie Frydek-Mistek, ok. 6 km na południowy wschód od Frydka-Mistka i 5 km na północny wschód od Frydlantu nad Ostrawicą. Położona jest w historycznych granicach Śląska Cieszyńskiego, u stóp Beskidu Morawsko-Śląskiego i dzięki swemu położeniu geograficznemu i bliskości Zagłębia Ostrawsko-Karwińskiego nazywana bywa bramą do Beskidów.

## Historia
Istnieje kilka hipotez dotyczących początków Janowic. Pierwsza mówi, że miejscowość po raz pierwszy wzmiankowana została w łacińskim dokumencie Liber fundationis episcopatus Vratislaviensis (pol. Księga uposażeń biskupstwa wrocławskiego), spisanej za czasów biskupa Henryka z Wierzbna ok. 1305 w szeregu wsi zobowiązanych do płacenia dziesięciny biskupstwu we Wrocławiu, w postaci item in Jannutha. Aczkolwiek zapis ten równie dobrze mógł odnosić się do Jamnicy, późniejszego miasteczka wzmiankowanego w 1327 jako Jemnicz oppidis, następnie wchłoniętego przez Frydek. Pierwsza pewna wzmianka o Janowicach wzmiankowanych jako Janowicze pochodzi z 1450 roku.
Politycznie wieś znajdowała się początkowo w granicach Księstwa Cieszyńskiego, będącego od 1327 lennem Królestwa Czech, które z kolei od 1526 roku w wyniku objęcia tronu czeskiego przez Habsburgów wraz z regionem aż do 1918 roku należało do monarchii Habsburgów (potocznie Austrii). W 1573 roku weszła w skład nowo utworzonego frydeckiego państwa stanowego. Szkołę w Janowicach założono w 1844 roku.
Według austriackiego spisu ludności z 1900 roku w 306 budynkach w Janowicach na obszarze 1313 hektarów mieszkało 1907 osób, co dawało gęstość zaludnienia równą 145,2 os./km². z tego 1819 (95,4%) mieszkańców było katolikami, 84 (4,4%) ewangelikami a 4 (0,2%) wyznawcami judaizmu, 1901 (99,7%) było czesko-, 4 (0,2%) niemiecko- a 2 (0,1%) polskojęzycznymi. Do 1910 roku liczba budynków spadła do 300 a mieszkańców do 1868, z czego 1867 zameldowanych było na stałe, 1785 (95,6%) było katolikami, 83 (4,4%) ewangelikami, 1858 (99,5%) czesko- a 9 (0,5%) polskojęzycznymi.
W Janowicach urodził się w 1680 roku Andrzej Szebesta, znany później jako zbójnik Ondraszek.

## Ludność
W latach 1869–2001:
| Rok             | 1869 | 1880 | 1890 | 1900 | 1910 | 1921 | 1930 | 1950 | 1961 | 1970 | 1980 | 1991 | 2001 |
| --------------- | ---- | ---- | ---- | ---- | ---- | ---- | ---- | ---- | ---- | ---- | ---- | ---- | ---- |
| Liczba ludności | 1831 | 1914 | 1819 | 1907 | 1868 | 1713 | 1730 | 1618 | 1747 | 1653 | 1591 | 1575 | 1684 |

Według czeskiego spisu z 2001 w 475 z 587 domów w Janowicach mieszkało 1684 osób, z czego 1608 (95,5%) było narodowości czeskiej, 29 (1,7%) słowackiej, 27 (1,6%) morawskiej, 6 (0,4%) śląskiej oraz po 2 osoby polskiej, niemieckiej i ukraińskiej. Osoby wierzące stanowiły 51,2% populacji (862 os.), z czego katolicy 93,2%, 803 osoby.

## Miejscowości partnerskie i zaprzyjaźnione
- Janowice Wielkie, Polska